# Caílte mac Rónáin
Caílte mac Rónáin ['kailʴtʴe mak 'Roːnaːnʴ], auch Caoilte, ist im Finn-Zyklus der keltischen Mythologie Irlands der Name eines Mitgliedes der Fianna.

## Mythologie
Caílte mac Rónáin ist der Neffe und Gefolgsmann von Fionn mac Cumhaill, dem Anführer der Fianna. Berühmt ist er durch seine Fähigkeit des windschnellen Laufens, des Sprechens mit den Tieren und als Geschichtenerzähler.
In der Erzählung Acallam na Senórach („Das Gespräch mit den Alten“) wird berichtet, dass Caílte und sein Vetter Oisín in sehr hohem Alter dem Heiligen Patrick von Irland begegnen. Sie begleiten ihn auf seiner Wanderung durch Irland und erzählen ihm alle mythischen Überlieferungen der besuchten Orte.
In der walisischen Sage Culhwch ac Olwen entspricht ihm Sgilti Ysgafndroed, der leichtfüßige Läufer von König Arthur.

## Weblink
- Maurice Harmon: The dialogue of the ancients of Ireland: a new translation of Acallam na Senórach. Verlag Peter Lang, 2009, ISBN 978-1-904505-39-6. (books.google.at)